# Хелламаа (Сааремаа)
Хе́лламаа (эст. Hellamaa) (на местном диалекте также Э́лламаа) — деревня в волости Муху уезда Сааремаа, Эстония.

## География и описание
Расположена в центре острова Муху, у шоссе Курессааре, в 7 километрах от Куйвасту. Расстояние до волостного центра — деревни Лийва — 4,5 километра. Высота над уровнем моря — 8 метров.
Климат умеренный. Официальный язык — эстонский. Почтовый индекс — 94741.

## Население
По данным переписи населения 2021 года, в Хелламаа проживали 114 человек, из них 111 (97,4 %) — эстонцы.
По состоянию на 1 января 2020 года в деревне насчитывался 131 житель, из них 65 женщин.
По данным переписи населения 2011 года, в деревне проживали 115 человек, все — эстонцы. 
Численность населения деревни Хелламаа:
| Год  | 1959 | 1970   | 1979  | 1989  | 2000  | 2011  | 2017  | 2018  | 2019  | 2020  | 2021  |
| ---- | ---- | ------ | ----- | ----- | ----- | ----- | ----- | ----- | ----- | ----- | ----- |
| Чел. | 193* | ↘ 100* | ↗ 203 | ↘ 175 | ↘ 160 | ↘ 115 | ↗ 133 | ↗ 142 | ↘ 136 | ↘ 131 | ↘ 114 |

* Деревня Хелламаа (эст. Hellamaa küla) и поселение Хелламаа (эст. Hellamaa asundus) вместе.

## История
В средние века существовали деревня Хелламаа и податная единица (вакус) Хелламаа (Helleme, Hellenbeck).
В письменных источниках 1570 года упоминаются люди с именами Helame Matz, Heleme Peet, 1798 года — Hellama (мыза). 
Мыза Геллама (Хеллама) была основана на пустовавших землях в 1733 году. Рядом с мызой, к юго-востоку от неё, располагалась одноимённая деревня, возникшая, вероятно, в 1872 году, когда земли были поделены между крестьянами и православной церковью. В 1920-х годах, в результате земельной реформы, на землях церкви Хелаамаа возникло поселение, которое в 1977 году, в период кампании по укрупнению деревень, было объединено с деревней Хелламаа. К Хелламаа в том же году было присоединено поселение Вылла (эст. Võlla).
Мыза Вылла (Магнусдаль, нем. Magnusdahl) была основана во второй половине XVII столетия . В письменных источниках 1570 года упоминается Wollo (вакус), 1645 года — Wöllo külla, 1798 года — Wella (деревня). Деревня Вылла (в русских источниках Веллякюля) находилась к югу от одноимённой мызы. Территория современной деревни Вылла совпадает со старой деревней.
На деревенском кладбище находится братская могила погибших на острове Муху в боях Второй мировой войны воинов Эстонского стрелкового корпуса. Братская могила имела статус исторического памятника с 1997 до 2024 года. Авторы памятника на могиле — Айме Куульбух-Мёльдер (Aime Kuulbuch-Mölder) и Антс Мёльдер (Ants Mölder). Установленный в 1974 году монумент из доломита высотой 90 см представляет собой женщину, сидящую с опущенной головой, её руки лежат на коленях. Площадь могилы 4,5×4,5 м обозначена несколькими квадратными плитами, на двух из них надписи на эстонском языке («Вечная слава героям, павшим в боях за свободу и независимость нашей Родины» и «Воинам Советской армии, павшим в Великой Отечественной войне 1941—1945»; ликвидированы в 2023 году, в период борьбы с советскими военными памятниками).
Кладбище Хелламма 20 мая 1997 года было внесено в Государственный регистр памятников культуры Эстонии как . Кладбище расположено в лесу, в 300 метрах к северу от православной церкви Хелламаа, его площадь 3,53 га.
Православная церковь Хелламаа является одной из двух православных церквей на острове Муху (вторая — церковь Муху-Ринси). Построена в 1864—1866 годах и освящена в честь апостолов Петра и Павла. Памятником культуры не является.
- Кладбище Хелламаа, главные ворота
- Интерьер Хелламааской церкви святых Петра и Павла